# Hypsibius heardensis
Espèce
Hypsibius heardensis est une espèce de tardigrades de la famille des Hypsibiidae.

## Distribution
Cette espèce est endémique de l'île Heard dans les îles Heard-et-MacDonald.

## Étymologie
Son nom d'espèce, composé de heard et du suffixe latin -ensis, « qui vit dans, qui habite », lui a été donné en référence au lieu de sa découverte.

## Publication originale
- Miller, McInnes & Bergstrom, 2005 : Tardigrades of the Australian Antarctic: Hypsibius heardensis (Eutardigrada: Hypsibiidae: dujardini group) a new species from sub-antarctic Heard Island. Zootaxa, no 1022, p. 57-64.